# Johann Ignaz Walter
Johann Ignaz Walter (Radonice, Bohèmia, 31 d'agost de 1759 - Ratisbona, 22 de febrer de 1822) fou un cantant i compositor alemany.
Feu els seus estudis a Viena i el 1873 es donà a conèixer com a tenor a Praga, entrant el 1793 en la companyia de Großmann en la que actuà durant molts anys.
Les seves obres com a compositor comprenen diverses comèdies líriques, entre elles el Doktor Faust, la primera obra musical basada en part en el Faust de Goethe, així com algunes Misses, una Cantata, un Quartet, etc.